# Юодинас (село)
Юодинас (лит. Juodynas) — село в восточной части Литвы. Входит в состав Швенченеляйского староства Швянчёнского района. По данным переписи Литвы 2011 года, население Юодинаса составляло 2 человека.

## География
Расположено в северной части района на северном берегу одноимённого озера. Через село протекает ручей Юодине.
Находится в 13 километрах от Швянчёниса, центра района и в 12 километрах от Швенчёнеляя, центра староства. Ближайшие населённые пункты —  сёла Вайчюкишке и Ваюкишке.

## Население
| 1905                           | 1959 | 1970 | 1979 | 1989 | 2001 | 2011 |
| ------------------------------ | ---- | ---- | ---- | ---- | ---- | ---- |
| 25                             | 14   | 14   | 10   | 7    | 4    | 2    |
| Гистограмма динамики населения |      |      |      |      |      |      |